# كاسكيد الشمالية

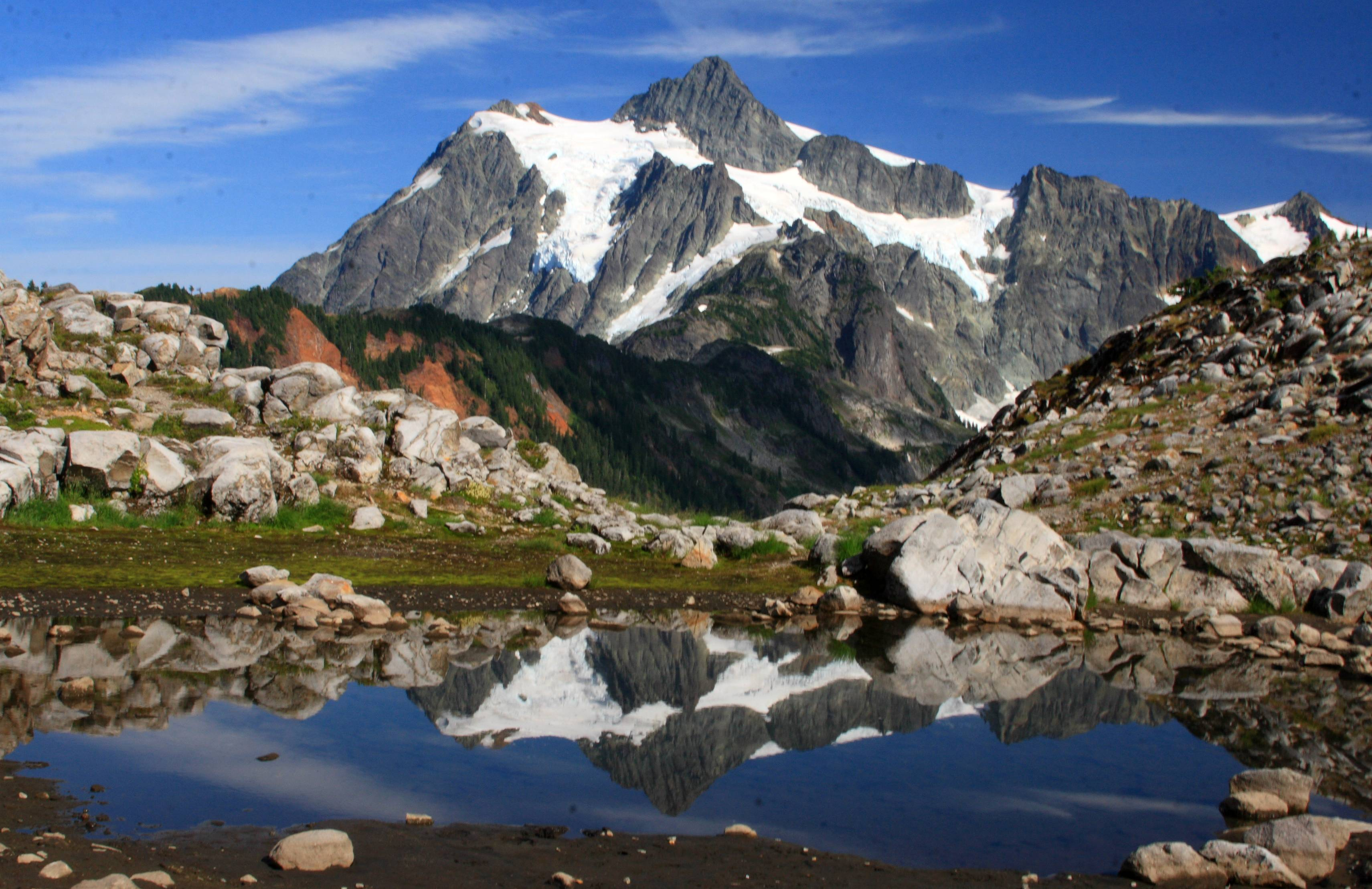
جبل شوكسان-أحد أكثر القمم الخلابة في كاسكيد الشمالية.

كاسكيد الشمالية (بالإنجليزية: North Cascades)‏ هي جزء من كاسكيد رينج في غرب أمريكا الشمالية. وهي تمتد على الحدود بين إقليم كولومبيا البريطانية وولاية واشنطن، وتسمى رسميا في كندا باسم جبال كاسكيد. وهي في الغالب غير بركانية، ولكنها تشمل براكين طبقية مثل جبل بيكر، غلاسير بيك وكوكيهالا، والتي هي جزء من قوس كاسكيد البركاني. الجزء الكندي المعروف باسم جبال كاسكيد الكندية، وهي تسمية تضم أيضا الجبال فوق الضفة الشرقية من وادي فريزر شمالا حتى بلدة ليتون، عند يلتقي نهرا طومسون وفريزر.